# Steven De Vuyst
Steven De Vuyst, né le 13 avril 1987 à Gand, est un homme politique belge, membre du Parti du travail de Belgique (PTB).

## Biographie
Steven De Vuyst est né à Gand le 13 avril 1987. Il suit des études secondaires à Saint-Laurent, à Zelzate. Il étudie ensuite l'histoire et la politique internationale à l'Université de Gand. Il devient ensuite professeur dans l'enseignement secondaire et se syndique à la CGSP.

### Engagement politique à Zelzate
Après ses études, Steven De Vuyst travaille aux maisons médicales du PTB, Médecine pour le Peuple. 
En 2013, il devient conseiller communal PTB à Zelzate. Il se présente comme premier suppléant aux élections législatives fédérales de 2014, mais le PTB n'obtenant aucun siège en Flandre-Orientale, il n'est pas élu. Il devient cependant le collaborateur parlementaire de Raoul Hedebouw, élu à la Chambre. 
Aux élections communales de 2018, Steven De Vuyst est réélu à Zelzate. Une coalition entre le PTB et le sp.a se forme dans la commune, ce qui est une première pour le parti de gauche radicale. Steven De Vuyst devient alors échevin. 

### Député fédéral
Aux élections législatives fédérales de 2019, Steven De Vuyst est élu à la Chambre des Représentants. Il continuera à exercer en parallèle ses fonctions d'échevin à Zelzate. À la Chambre, il s'occupe des affaires sociales au sein du groupe PTB.

#### Activités parlementaires
Le 19 mars 2020, De Vuyst, de concert avec les groupes PTB, N-VA et Vlaams Belang à la Chambre des représentants, a voté contre la confiance au Gouvernement Wilmès II,.

### Vie privée
Il est marié.